# Mervin R. Dilts
Mervin R. Dilts (* 26. Februar 1938 in Flemington, New Jersey) ist ein US-amerikanischer Klassischer Philologe.

## Leben
Mervin Robert Dilts studierte am Gettysburg College (BA 1960) und an der Indiana University Bloomington, wo er 1961 den Master absolvierte und 1964 zum PhD promoviert wurde. Anschließend arbeitete er als Assistant Professor am Knox College und ab 1965 an der University of Illinois at Urbana-Champaign, wo er 1969 zum Associate Professor ernannt wurde. Von 1971 bis 1979 war er außerdem Financial Trustee der American Philological Association. 1979 wechselte er als Professor of Classics an die New York University, wo er bis zu seiner Emeritierung in Lehre und Forschung aktiv war. Seitdem ist er Fellow des Lincoln College (Oxford), wo er die Dilts-Lyell Research Fellowship für griechische Paläographie stiftete.
Dilts beschäftigt sich besonders mit der griechischen Rhetorik. Seine Studien zur Textkritik und Überlieferungsgeschichte mündeten in mehrere kritische Editionen, die jeweils veraltete Ausgaben ersetzten. Er edierte die Politiae des Herakleides Lembos (1971), die Varia Historia des Claudius Aelianus (1974), die Reden des Aischines (1997) und des Demosthenes (2002–2009). Außerdem gab er die Scholien zu Demosthenes und Aischines heraus.

## Schriften (Auswahl)
- The Manuscript Tradition of Aelian’s Varia Historia and Heraclides’ Politiae with a Text of Heraclides. Bloomington 1964 (Dissertation; auszugsweise erschienen in: Transactions and Proceedings of the American Philological Association. Band 96, 1965, S. 57–72)
- Heraclidis Lembi Excerpta Politiarum. Durham (NC) 1971
- Claudii Aeliani Varia Historia. Leipzig 1974
- Scholia Demosthenica. Zwei Bände, Leipzig 1983–1986
- Scholia in Aeschinem. Stuttgart/Leipzig 1992
- Aeschinis orationes. Stuttgart 1997
- mit George Alexander Kennedy: Two Greek rhetorical treatises from the Roman Empire: introduction, text, and translation of the Arts of rhetoric, attributed to Anonymous Seguerianus and to Apsines of Gadara Leiden 1997
- Librorum Graecorum Bibliothecae Vaticanae index a Nicolao de Maioranis compositus et Fausto Saboeo collatus anno 1533. Rom 1998
- Demosthenis Orationes. Vier Bände, Oxford 2002–2009